# ديربي شمال لندن
ديربي شمال لندن (بالإيطالية: North London derby)‏ أو كما يشتهر ديربي لندن هي مباراة ديربي كرة قدم تجمع بين فريقي مدينة لندن وهما نادي أرسنال ونادي توتنهام هوتسبير. وهو ديربي محلي بدأ من عام 1887 بلقاء ودي توقف قبل نهاية المباراة بسبب الظلام والنتيجة كانت 2-1 لصالح توتنهام هوتسبير. لكن في 4 ديسمبر 1909 شهد أول لقاء بينها في الدوري والذي انتهى بفوز نادي أرسنال بنتيجة 1-0.
أرسنال هو الأكثر فوزا بالديربي بواقع 84 انتصاراً مقابل 61 انتصاراً لتوتنهام و 52 تعادلاً. أكبر نتيجة حصلت في تاريخ الدربي كانت في عام 1935 عندما فاز نادي أرسنال بنتيجة كبيرة قوامها 6-0. يعتبر هاري كين هو الهداف التاريخي لهذا الديربي بتسجيله 14 أهداف جميعها كان بقميص نادي توتنهام هوتسبير. آخر لقاء بينها كان في 15 يناير 2025 ضمن منافسات الدوري الإنجليزي وانتهى بفوز أرسنال ينتبجة 2-1.

## تأسيس الناديين

### نادي أرسنال

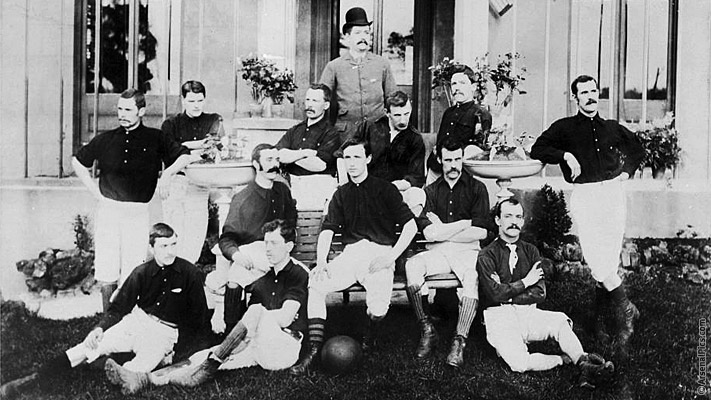
فريق آرسنال الملكي عام 1888.

تأسس النادي في عام 1886 تحت مسمى "Dial Square" من قبل مجموعة من العمال الذين كانوا يعملوا في سكة الحديد المعروفة باسم «تحت الأرض» (بالإنجليزية: Underground)‏ لكنه لم يلبث طويلا حتى تغير بعدها بفترة قصيرة ليصبح «آرسنال الملكي» (بالإنجليزية: Royal Arsenal)‏. وبعد مرور 10 سنوات على تأسيسه انتقل الفريق إلى عالم الاحتراف في عام 1896 وحينها وبأوامر ملكية من حكومة بريطانيا العظمى تغير اسمه ليصبح «ولويتش آرسنال»، (بالإنجليزية: Woolwich Arsenal)‏ لكن أنصار الفريق لم يعجبهم الاسم كثيرا حيث قاموا بحذف المقطع الأول ليصبح أرسنال فقط. والتي تعني الترسانة في اللغة العربية وتم اعتماده رسمياً وهو الاسم المعمول به حالياً. استحال النادي أوّل عضو جنوبي في دوري كرة القدم سنة 1893، وبدأ يلعب مبارياته في دوري الدرجة الثانية قبل أن يتأهل لدوري الدرجة الأولى سنة 1904. تسببت العزلة الجغرافية النسبية للنادي في انخفاض نسبة مشاهدي مبارياته عن نسبة مشاهدي مباريات نواد أخرى، الأمر الذي جعله يغرق بالمشاكل المالية ويعلن افلاسه رسميًا في سنة 1910، أي في ذات السنة التي اشتراه فيها رجلا الأعمال هنري نوريس ووليام هول. عزم نوريس بعد شرائه النادي على نقل موقعه الجغرافي إلى مكان آخر، وفي سنة 1913، بعد أن أُُنزل إلى دوري الدرجة الثانية، انتقل آرسنال إلى ملعب جديد في هايبري، شمال لندن؛ حيث تخلوا عن اسم «ولويتش» في السنة التالية.

### توتنهام هوتسبير
في يوم الثلاثاء 5 سبتمبر عام 1882 أجمع مجموعة من الفتيان في كنيسة «جميع الأقداس» المتواجده في شمال لندن على تأسيس نادي يلعب كرة القدم، وكان الفتيان هؤلاء أعضاءًا في نادي هوتسبير للكريكت لذلك قاموا بتسميه النادي باسم نادي هوتسبير لكرة القدم. لكن الاسم لم يدم طويًلا حيث تم تغيير اسم النادي في 1884 إلى نادي توتنهام هوتسبير لكرة القدم، للتمييز بين النادي وبين ناد كان يدعى لندن هوتسبير. وقرروا اطلاق لقب السبيرز عليه. في 30 سبتمبر 1882 خاض توتنهام أول لقاء له ضد فريق محلي اسمه راديكالز (بالإنجليزية:  Radicals)‏ وقد خسر اللقاء بنتيجة 2-0. في عام 1895 أصبح توتنهام ناديًا محترفًا وسُمح له باللعب في الدوري الجنوبي ومسابقة كأس الاتحاد الإنجليزي، وفي أول مباراة له بعد الاحتراف فاز على نادي سانت ألبان (بالإنجليزية: St Albans)‏ بنتيجة 5-2.

## المنافسة

### سبب العداوة
ترجع أسباب العدواة بين الناديين إلى عام 1913 حين انتقل نادي أرسنال من ملعب مانور جراوند إلى هايبري ليصبح على بعد أقل من 4 أميال من ملعب وايت هارت لين معقل توتنهام هوتسبير. مما تسبب بغضب أنصار نادي توتنهام هوتسبير.
وفي عام 1919 ازداد حدة الصراع بين النادين، حيث حلّ آرسنال خامسًا بين الفرق الإنجليزية المشاركة دوري الدرجة الثامية في عام 1919، حينها قرر حيث أنّ قرّر «اتحاد كرة القدم» زيادة عدد فرق الدرجة الأولى إلى 22 نادي، بعد أنْ كان عدد الفرق، هو 20 نادي فقط، قبل الحرب العالمية الأولى. وبعد الإبقاء على تشيلسي في دوري الأضواء، رغم أنّه كان صاحب المركز الـ 19 في دوري الدرجة الأولى قبل التوقّف الإجباري بـ سبب الحرب، إلا أنّ «اتحاد كرة القدم» لم يوافق على بقاء توتنهام هوتسبير صاحب المركز الأخير (الـ 20) في دوري الدرجة الأولى قبل الحرب العالمية الأولى. وبـ التالي يجب صعود ثلاثة فرق جديدة من الدرجة الثانية، حتى يصل عدد الفرق في دوري «الدرجة الأولى» إلى 22 فريق، بعد الحرب العالمية الأولى. ووقع الاختيار على بطل دوري الدرجة الثانية «قبل» الحرب، «ديربي كاونتي» وكـ ذلك وصيفه «برِستن نورث إند» بـ شكل طبيعي. بينما جاء اختيار الفريق الثالث، مفاجئاً للجميع، حيث تمّ اختيار «آرسـنــال» صاحب المرتبة السادسة (وقتها)، بدل كل من الثالث «نادي بارنسلي» والرابع «ولفرهامبتون» والخامس (وقتها) «برمنغهام سيتي». لكن الاتحاد الأنجليزي لكرة القم أعلن عن خطأه وأن أرسنال من المفترض أن يكون في المركز الخامس بدلاً من نادي برمنغهام سيتي. وبهذا تدارك اتحاد الكرة خطأه وقرر تصعيد نادي أرسنال الذي حل خامساً إلى دوري الأولى برفقة الأندية الأربعة في دوري الدرجة الثانية، مع تهبيط 3 فرق من دوري الدرجة الأولى، ليصبح بذلك عدد المشاركين في الدوري 22 نادياً. وقد أشيع آنذاك أن تصعيد أرسنال للدرجة الممتازة على حساب منافسه اللدود توتنهام هوتسبير، قد تم بأساليب مريبة بفضل قوة علاقات مالكه السير هنري نوريس.
لم تنتهي تلك العدواة، بل استمرت بعدما قرر نادي أرسنال تغيير شعاره الخاص، حيث قام بتغيير اتجاه المدفع في الشعار من الجهة اليسرى إلى الجهة اليمنى، حيث أن ملعب وايت هارت لين الخاص بنادي توتنهام هوتسبير يقع على يمين مقر الآرسنال أي باتجاه المدفع. تلك العدواة أشعلتها كذلك عملية انتقال بعض اللاعبين بين الفريقين. فمثلاً سول كامبل انتقل في 2001 من توتنهام هوتسبير إلى نادي نادي أرسنال. حيث أطلقوا عليه لقب يهوذا الإسخريوطي.

## حقائق
- أول لقاء بين الفريقين كان في 4 ديسمبر 1909 بمنافسات الدوري وانتهى بفوز نادي أرسنال بنتيجة 1-0.[23]
- آرسنال هو الأكثر فوزا بالديربي بواقع 83 انتصاراً مقابل 61 انتصاراً لتوتنهام و 52 تعادلاً.[23]
- هاري كين هو الهداف التاريخي للديربي بتسجيله 14 أهداف جميعها كان بقميص توتنهام هوتسبير.[23]
- أكثر لاعب مشاركة في الديربي هو لاعب نادي أرسنال الإيرلندي ديفيد أوليري فشارك في 35 لقاءً في الفترة ما بين 1975–1993.
- أخر لاعب انتقل مباشرة من توتنهام هوتسبير إلى نادي أرسنال هو المدافع سول كامبل في عام 2001, بشكل مجاني بعد نهاية عقده.
- آخر لاعب انتقل من نادي أرسنال إلى توتنهام هوتسبير مباشرة كان وليام غالاس عام 2010، بشكل مجاني بعد نهاية عقده.
- أكبر نتيجة في تاريخ الدربي هي فوز نادي أرسنال عام 1935 بنتيجة 6-0.[24]
- منذ تطبيق نظام الدوري الجديد «البريمييرليج» عام 1993 فاز توتنهام مرتين فقط خارج ملعبه على نادي أرسنال.[23]
- أكبر عدد مشجعين لديربي لندن كان 60,115 مشجعاً في ديسمبر 2006، ويومها فاز نادي أرسنال 3-0.[24]

## الإحصائيات
أخر تحديث بتاريخ 15 يناير 2025، وهو تاريخ أخر ديربي جمعهما في إطار مسابقة الدوري الإنجليزي الممتاز 2024–25، وانتهى اللقاء بفوز أرسنال بنتيجة 2-1.
|                          | المواجهات | الفوز   | الفوز  | التعادل | الأهداف | الأهداف |
| أرسنال                   | المواجهات | توتنهام | أرسنال | التعادل | توتنهام |         |
| ------------------------ | --------- | ------- | ------ | ------- | ------- | ------- |
| الدوري الإنجليزي الممتاز | 176       | 73      | 55     | 48      | 273     | 237     |
| كأس الاتحاد الإنجليزي    | 6         | 4       | 2      | 0       | 9       | 5       |
| كأس الرابطة المحترفة     | 14        | 7       | 4      | 3       | 21      | 19      |
| درع المجتمع الإنجليزي    | 1         | 0       | 0      | 1       | 0       | 0       |
| جميع المباريات           | 197       | 84      | 61     | 52      | 303     | 261     |

## البطولات
اعتبارًا من 21 مايو 2025، هذا هو البطولات الكروية التي حصل عليها ناديي أرسنال وتوتنهام هوتسبير:
| المسابقة المحلية                              | أرسنال | توتنهام هوتسبير |
| --------------------------------------------- | ------ | --------------- |
| دوري الدرجة الأولى / الدوري الإنجليزي الممتاز | 13     | 2               |
| كأس الاتحاد الإنجليزي                         | 14     | 8               |
| كأس الرابطة الإنجليزية                        | 2      | 4               |
| درع المجتمع الإنجليزي                         | 17     | 7               |
| المجموع                                       | 46     | 21              |

| المسابقة الأوروبية                     | أرسنال | توتنهام هوتسبير |
| -------------------------------------- | ------ | --------------- |
| كأس الكؤوس الأوروبية                   | 1      | 1               |
| كأس الاتحاد الأوروبي / الدوري الأوروبي | 0      | 3               |
| كأس المعارض الأوروبية                  | 1      | 0               |
| المجموع                                | 2      | 4               |